# ابن جنكلي
ناصر الدين أبو المعالي محمد بن جنكلي بن محمد بن البابا بن خليل بن جنكلي (697 هـ - 741 هـ)، فقيه ظاهري ومفسر وأحد أمراء الدولة الناصرية بمصر. كان في أول أمره حنفياً، ثم تحول حنبلياً، ومال في آخر أمره إلى مذهب الظاهرية. ووالده أكبر أمير في الدولة، يجلس رأس الميمنة بعد الأمير جمال الدين آقوش نائب الترك، ولم يزل معظماً عند السلطان موقراً مكرماً.

## سيرته
ولد في مستهل شهر رمضان سنة 697 هـ بديار بكر، وقدم مع والده (الأمير بدر الدين جنكلي) القاهرة سنة 703 هـ، وبها نشأ وتعلم.
سمع الحديث واشتغل بالفقه على مذهب أبي حنيفة، ثم على مذهب أحمد بن حنبل، ثم على مذهب داود الظاهري. وقرأ الأصول والمنطق على تاج الدين التبريزي. وشارك في علم التفسير والبيان والموسيقى. وكتب الخط الحسن وحدث. وخرج له ابن الدمياطي أربعين حديثا حدث بها قبل موته، وأجيز بالإفتاء. واختص بصحبة فتح الدين بن سيد الناس، فأخذ عنه معرفة الناس وأيامهم وطبقاتهم وأسماء الرجال.
توفي في ليلة السبت 24 رجب سنة 741 هـ بالقاهرة ودفن من الغد بالقرافة.

## شيوخه
- تاج الدين التبريزي.
- فتح الدين أبو الفتح محمد بن سيد الناس، وغيرهما.